# Sudan Premier League 2017
In 2017 werd het 46ste seizoen van de Premier League gespeeld voor voetbalclubs uit Soedan. Het seizoen werd gespeeld van 24 januari tot 30 november. Al-Hilal werd kampioen. 

## Eindstand
| Plaats | Club                 | Wed. | W  | G  | V  | Saldo | Ptn. |
| ------ | -------------------- | ---- | -- | -- | -- | ----- | ---- |
| 1.     | Al-Hilal Omdurman    | 34   | 23 | 11 | 0  | 67-22 | 80   |
| 2.     | Al-Merreikh SC       | 34   | 24 | 7  | 3  | 66-21 | 79   |
| 3.     | Al-Hilal Al-Ubayyid  | 34   | 16 | 11 | 7  | 56-34 | 59   |
| 4.     | Al-Ahli Shendi       | 34   | 16 | 9  | 9  | 47-34 | 57   |
| 5.     | Al-Khartoum          | 34   | 15 | 11 | 8  | 59-31 | 56   |
| 6.     | Al-Hilal Kadquli     | 34   | 13 | 11 | 9  | 41-33 | 51   |
| 7.     | Al-Ahli Khartoum     | 34   | 15 | 6  | 13 | 45-43 | 51   |
| 8.     | Al-Shorta Al-Qadarif | 34   | 13 | 11 | 10 | 46-42 | 50   |
| 9.     | Hay Al-Wadi          | 34   | 11 | 10 | 12 | 27-39 | 44   |
| 10.    | Al-Ahli Atbara       | 34   | 11 | 8  | 15 | 31-41 | 41   |
| 11.    | Hay Al-Arab          | 34   | 10 | 10 | 14 | 25-30 | 40   |
| 12.    | Al-Merreikh Kosti    | 34   | 7  | 14 | 13 | 28-43 | 35   |
| 13.    | Alamal SC Atbara     | 34   | 7  | 13 | 14 | 32-43 | 34   |
| 14.    | Al-Merreikh Nyala    | 34   | 7  | 13 | 14 | 29-42 | 34   |
| 15.    | Al-Merreik Al-Fasher | 34   | 7  | 10 | 17 | 27-45 | 31   |
| 16.    | Al-Rabta Kosti       | 34   | 5  | 14 | 15 | 23-44 | 29   |
| 17.    | Triea Al-Biga        | 34   | 8  | 5  | 21 | 19-50 | 29   |
| 18.    | Al-Ahli Wad Madani   | 34   | 5  | 10 | 19 | 24-55 | 25   |

|  | Kampioen, geplaatst voor CAF Champions League 2018 |
|  | geplaatst voor CAF Champions League 2018           |
|  | geplaatst voor CAF Confederation Cup 2018          |
|  | Promotie/Degradatie play-off                       |
|  | Degradatie                                         |

## Promotie/Degradatie play-off
| Team #1              | Tot.  | Team #2     | 1ste wed | 2de wed |
| -------------------- | ----- | ----------- | -------- | ------- |
| Al-Merreik Al-Fasher | 2 - 1 | Nidal Nahud | 1 - 1    | 1 - 0   |

## Kampioen
| Sudan Premier League 2017     |
| Soedan                        |
| ----------------------------- |
| AL-HILAL Kampioen (30° titel) |